# Kharagauli
Kharagauli, aussi Kharagaouli (en géorgien : ხარაგაული), est un centre administratif du district de Kharagaouli en Géorgie.
Kharagauli est situé sur les deux rives de la rivière Chkherimela dans une gorge étroite et profonde, et est établi entre 280 et 400 m au-dessus du niveau de la mer.

## Géographie
À l'entrée ouest du territoire, la rivière Chkherimena coule à travers une gorge étroite.

## Histoire
Kharagauli est fondé en tant que gare dans les années 1870, lorsque le chemin de fer Poti-Tbilissi est construit. Kharagauli assume une fonction administrative, puis économique.

## Population

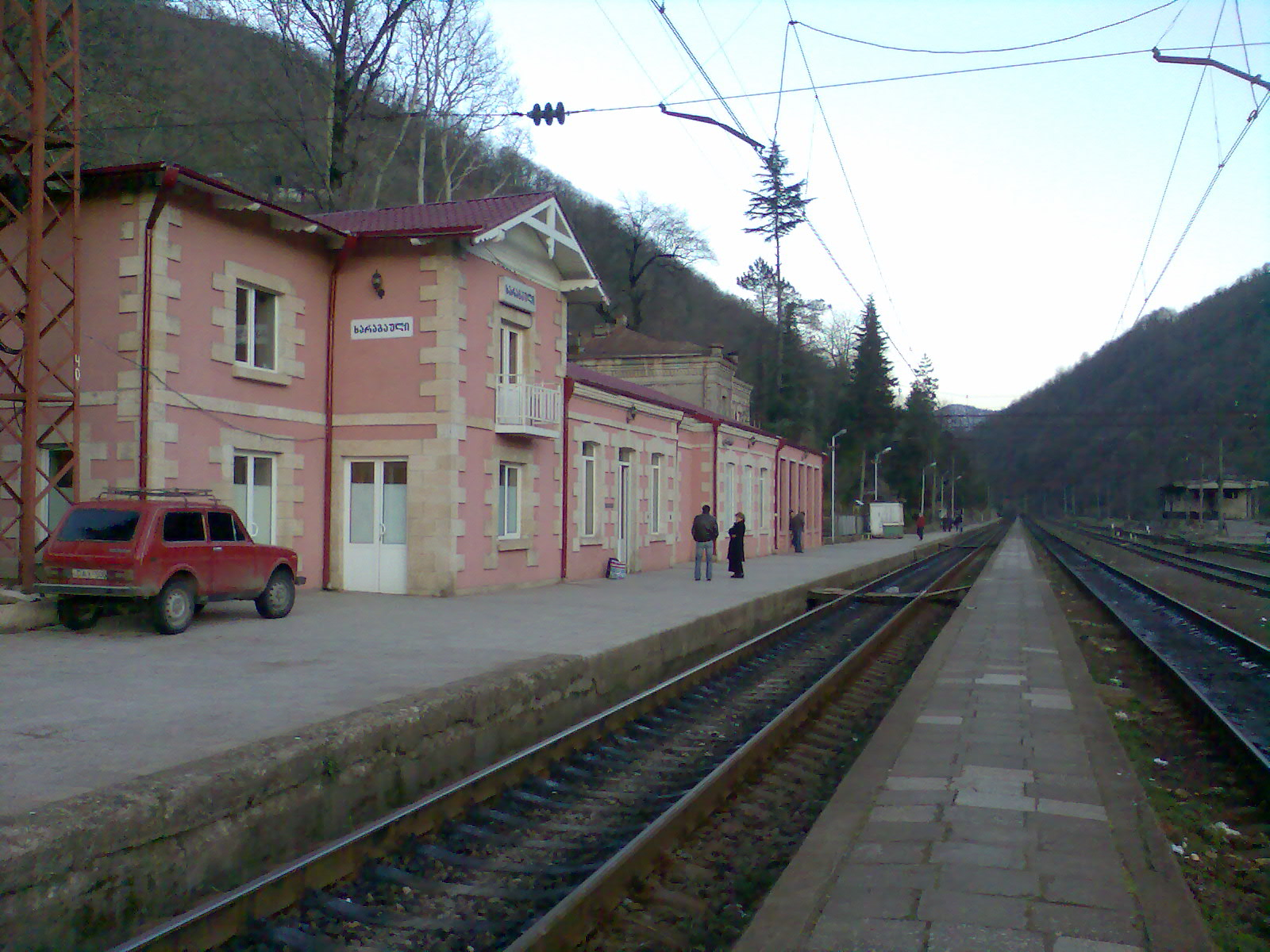
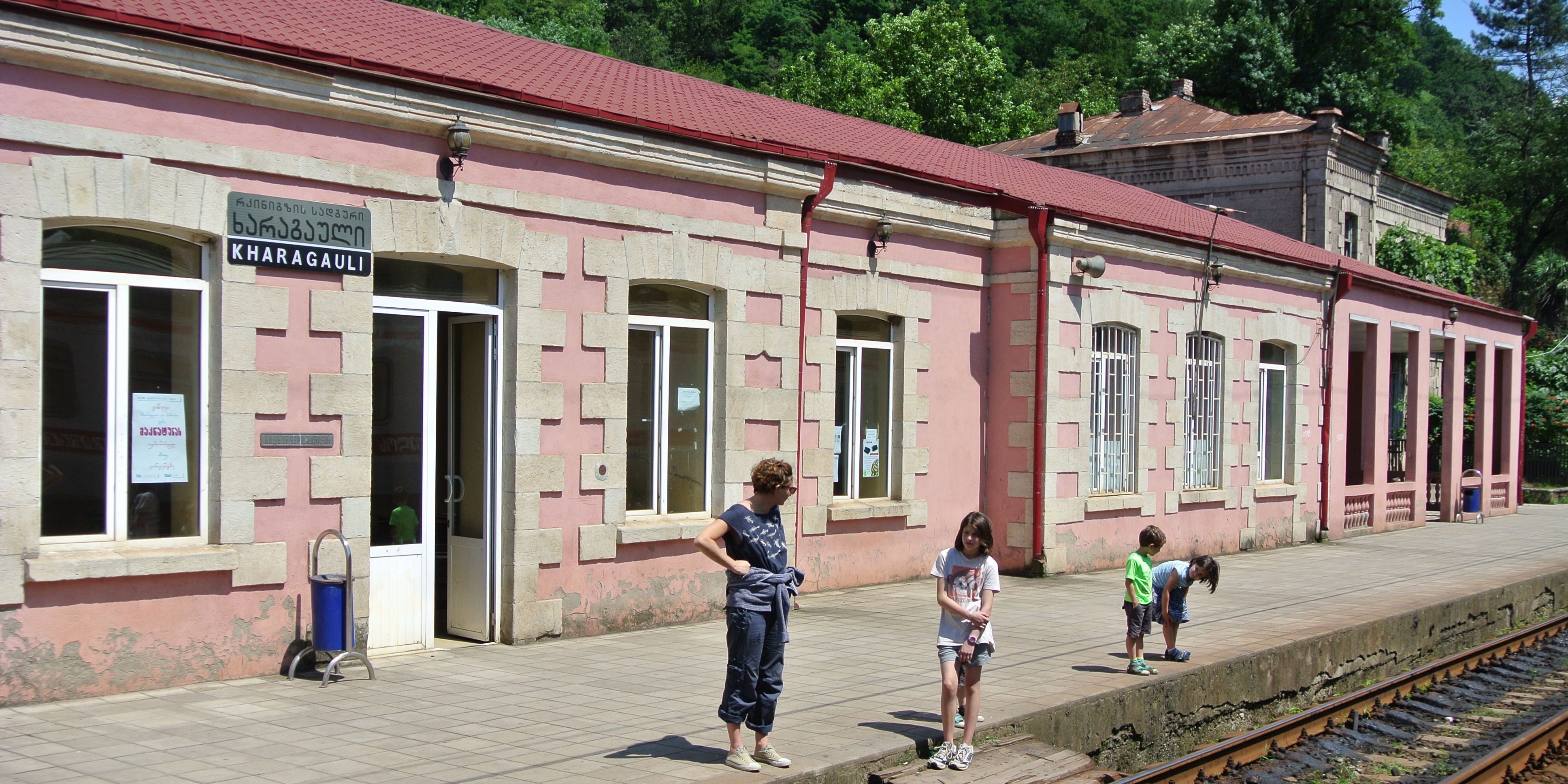
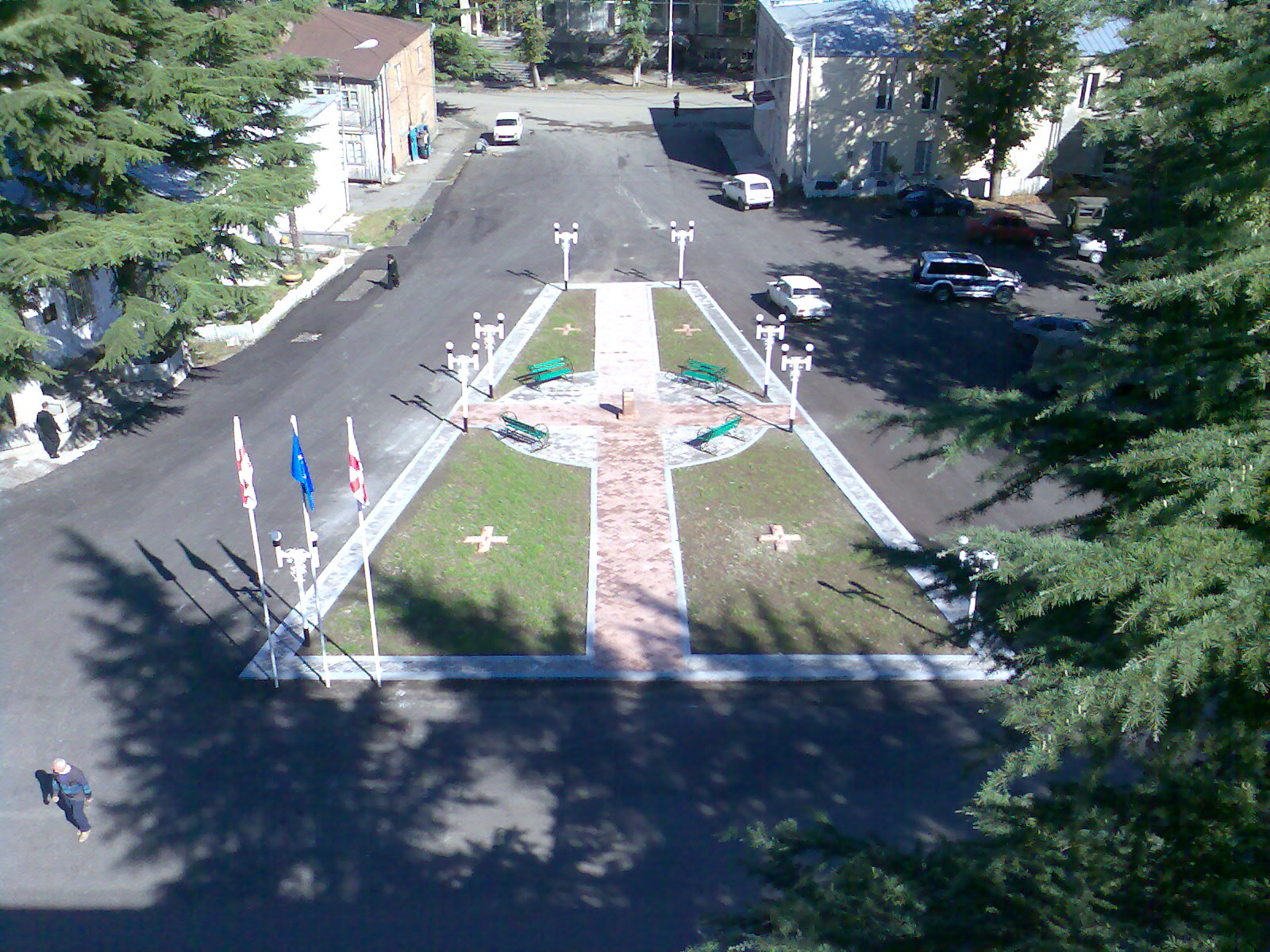
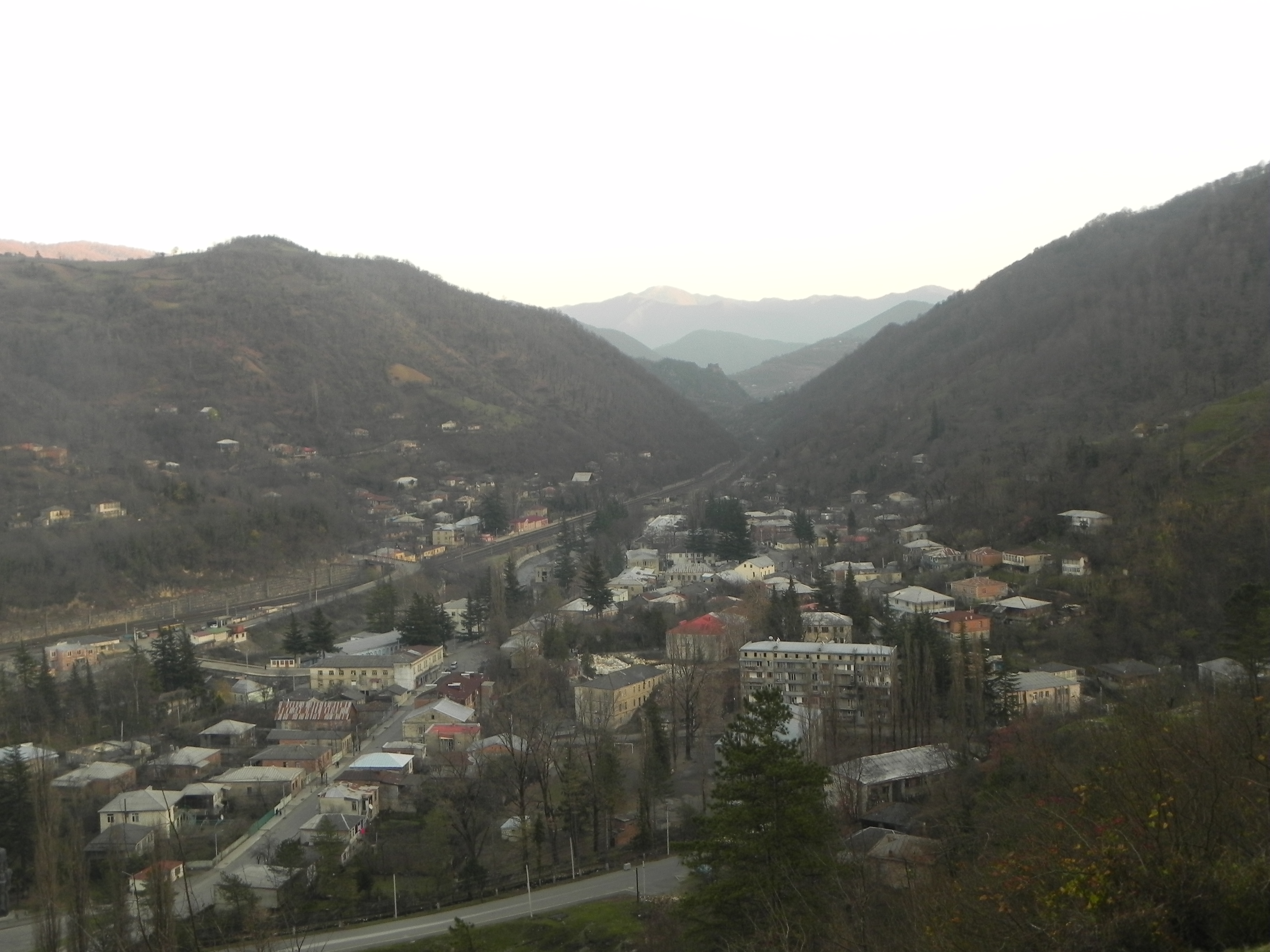